# Nu Cassiopeiae
Désignations
Nu Cassiopeiae (ν Cassiopeiae / ν Cas) est une étoile de la constellation boréale de Cassiopée. Elle est visible à l'œil nu avec une magnitude apparente de 4,89. Elle présente une parallaxe annuelle de 7,92 mas telle que mesurée par le satellite Hipparcos, ce qui permet d'en déduire qu'elle est distante d'environ ∼ 410 a.l. (∼ 126 pc) de la Terre. Elle s'éloigne du Système solaire à une vitesse radiale d'environ +9 km/s.
Cowley et al. (1969) ont classé Nu Cassiopeiae comme une géante bleue de type spectral B9 III. Cependant, Palmer et al. (1968) lui ont assigné un type de B8 V, ce qui suggérerait plutôt qu'elle serait une étoile bleu-blanc de la séquence principale ordinaire.
L'étoile est 3,9 fois plus massive que le Soleil et elle tourne sur elle-même à une vitesse de rotation projetée de 134 km/s. Elle est 348 fois plus lumineuse que le Soleil et sa température de surface est de 13 268 K.